# 瓦灵霍尔茨
瓦灵霍尔茨是德国石勒苏益格－荷尔斯泰因州的一个市镇。总面积6.30平方公里，总人口291人，其中男性150人，女性141人（2011年12月31日），人口密度46人/平方公里。